# 環翠区
環翠区（かんすい-く）は、中華人民共和国山東省威海市の中心部に位置する市轄区。1987年6月15日、威海市が地級市に昇格するにあたり設置された。

## 行政区画
- 街道:環翠楼街道、鯨園街道、竹島街道、孫家疃街道、嵩山街道
- 鎮:張村鎮、羊亭鎮、温泉鎮、草廟子鎮、汪疃鎮、蔄山鎮